# Cayle Chernin
Cayle Vivian Chernin (auch: Cayle-Lorraine Sinclair oder Lorraine Sinclair; * 4. Dezember 1947 auf Cape Breton; † 18. Februar 2011 in Toronto) war eine kanadische Schauspielerin und Dokumentarfilmproduzentin.
Chernin wurde als Schauspielerin 1970 in der Rolle der Selina in Donald Shebibs Film Bis zum Ende der Straße (Goin' down the Road) bekannt. Sie trat danach in weiteren Kinofilmen, Fernsehfilmen und -serien auf. Sie schrieb und produzierte mehrere Dokumentarfilme (darunter The Man who couldn't Lose, ein 24-minütiges Video über den Musiker Marcus Adeney) und gründete den Independent Film and Video Fund.
Als Videoproduzentin arbeitete sie ein Jahr im Education Department des Baycrest Center for Geriatric Care. Sie produzierte Programme für die CBC, Vision TV und WTN. Die Dokumentation Uncle Boris and My Russian Relatives wurde auf CBC Atlantic gesendet. Kurz vor ihrem Tod in Folge einer Krebserkrankung drehte Donald Shebib mit ihr und anderen Mitgliedern des Original-Cast nach über vierzig Jahren eine Fortsetzung von Bis zum Ende der Straße, den Film Down the Road Again.

## Weblink
- Homepage von Cayle Chernin